# Teorema del viriale
In meccanica classica, il teorema del viriale è una proposizione che lega la media temporale dell'energia cinetica e dell'energia potenziale di un sistema stabile di N particelle, e che ha importanti risvolti in diverse branche della fisica.
La prima formulazione del teorema è dovuta a Rudolf Clausius, nel 1870. Il nome viriale deriva dal latino vis che significa forza o energia.

## Il teorema
Il teorema del viriale afferma che in un sistema di N particelle che si muovono in una regione limitata di spazio, la cui energia cinetica totale sia {\displaystyle T}, vale la relazione
{\displaystyle 2\left\langle T\right\rangle =-\sum _{k=1}^{N}\left\langle \mathbf {F} _{k}\cdot \mathbf {r} _{k}\right\rangle }
dove le parentesi indicano la media temporale ed {\displaystyle \mathbf {F} _{k}} rappresenta la forza che agisce sulla k-esima particella, situata nella posizione {\displaystyle \mathbf {r} _{k}}.
Se l'energia potenziale del sistema è una funzione omogenea di grado n delle coordinate, ovvero della forma
{\displaystyle U(r)=\alpha r^{n}\ }
cioè proporzionale ad una potenza n della distanza media r tra le particelle, allora il teorema assume la forma
{\displaystyle 2\langle T\rangle =n\langle U\rangle }
dove l'energia potenziale totale media {\displaystyle \left\langle U\right\rangle } è la somma dell'energia potenziale tra ogni coppia di particelle.
Nel caso particolare di un potenziale gravitazionale, proporzionale al reciproco della distanza, si ha che
{\displaystyle 2\langle T\rangle =-\langle U\rangle }
dove U è l'energia potenziale gravitazionale.

## Dimostrazione
Per dimostrare il teorema si consideri un sistema di masse {\displaystyle m_{i}} ognuna indicata da un raggio vettore {\displaystyle \mathbf {r} _{i}} riferito ad una certa origine. Sia {\displaystyle \mathbf {F} _{i}} la forza agente sulla massa i-esima. 
Indicando con {\displaystyle \mathbf {p} _{i}} la quantità di moto della massa i-esima, allora
{\displaystyle \sum _{i}\mathbf {p} _{i}\cdot \mathbf {r} _{i}=\sum _{i}m_{i}\mathbf {v} _{i}\cdot \mathbf {r} _{i}={\frac {1}{2}}{\frac {d}{dt}}\sum _{i}m_{i}\mathbf {r} _{i}^{2}}
L'ultima somma, che si denota con {\displaystyle I}, è pari a metà della traccia del tensore d'inerzia, che corrisponde al momento d'inerzia per un problema bidimensionale, rispetto all'origine del sistema di masse. Derivando questa espressione si ottiene:
{\displaystyle {\frac {1}{2}}{\frac {d^{2}I}{dt^{2}}}=\sum _{i}{\dot {\mathbf {p} }}_{i}\cdot \mathbf {r} _{i}+\sum _{i}\mathbf {p} _{i}\cdot {\dot {\mathbf {r} }}_{i}=\sum _{i}\mathbf {F} _{i}\cdot \mathbf {r} _{i}+\sum _{i}m_{i}\mathbf {v} _{i}\cdot \mathbf {v} _{i}=\sum _{i}\mathbf {F} _{i}\cdot \mathbf {r} _{i}+2T}
Dove si è usata la relazione classica {\displaystyle \mathbf {\dot {p}} _{i}=\mathbf {F} _{i}}.
Indicata con {\displaystyle \mathbf {F} _{ij}} la forza esercitata dalla massa i-esima sulla massa j-esima e tenuto conto della natura gravitazionale delle forze
{\displaystyle \sum _{i}\mathbf {F} _{i}\cdot \mathbf {r} _{i}=\sum _{i}\mathbf {r} _{i}\cdot \sum _{j\neq i}\mathbf {F} _{ij}=\sum _{i}\mathbf {r} _{i}\cdot \sum _{j\neq i}Gm_{i}m_{j}{\frac {\mathbf {r} _{j}-\mathbf {r} _{i}}{r_{ij}^{3}}}=\sum _{j>i}{\frac {Gm_{i}m_{j}}{r_{ij}^{3}}}[\mathbf {r} _{i}\cdot (\mathbf {r} _{j}-\mathbf {r} _{i})+\mathbf {r} _{j}\cdot (\mathbf {r} _{i}-\mathbf {r} _{j})]=}
{\displaystyle =\sum _{j>i}{\frac {Gm_{i}m_{j}}{r_{ij}^{3}}}(\mathbf {r} _{j}-\mathbf {r} _{i})(\mathbf {r} _{i}-\mathbf {r} _{j})=-\sum _{j>i}{\frac {Gm_{i}m_{j}}{r_{ij}}}}
L'ultima espressione è quindi semplicemente U, l'energia potenziale gravitazionale totale del sistema di masse.
Siamo quindi giunti alla seguente espressione:
{\displaystyle {\frac {1}{2}}{\frac {d^{2}I}{dt^{2}}}=2T+U}
ed il teorema si ottiene quindi mediando entrambi i membri. Vista l'ipotesi di limitatezza dei moti, la media del primo membro è nulla, infatti il valor medio di una qualunque funzione del tempo {\displaystyle f(t)} è definito come
{\displaystyle {\bar {f}}=\lim \limits _{T\to +\infty }{1 \over T}\int _{0}^{T}{f\left(t\right)}dt}
Se {\displaystyle f(t)} è una derivata rispetto al tempo {\displaystyle f\left(t\right)={{dF\left(t\right)} \over {dt}}} di una funzione limitata {\displaystyle F(t)} risulta
{\displaystyle {\bar {f}}=\lim \limits _{T\to +\infty }{1 \over T}\int _{0}^{T}{{dF\left(t\right)} \over {dt}}dt=\lim \limits _{T\to +\infty }{{F\left(T\right)-F\left(0\right)} \over T}=0}

## Dimostrazione per energia dipendente dal grado delle coordinate
Poiché l'energia cinetica {\displaystyle T} è una funzione quadratica delle velocità, si ha, per il Teorema di Eulero sulle funzioni omogenee
{\displaystyle \sum \limits _{i}{\frac {\partial T}{\partial \mathbf {v} _{i}}}\cdot \mathbf {v} _{i}=2T}
se ora introduciamo gli impulsi 
{\displaystyle {\frac {\partial T}{\partial \mathbf {v} _{i}}}=\mathbf {p} _{i}}
e le rispettive derivate rispetto al tempo conformemente alle equazioni di Newton
{\displaystyle \mathbf {\dot {p}} _{i}=-{\frac {\partial U}{\partial \mathbf {r} _{i}}}}
si ottiene
{\displaystyle 2T=\sum \limits _{i}{\mathbf {p} _{i}\cdot }\mathbf {v} _{i}={\frac {d}{dt}}\left({\sum \limits _{i}{\mathbf {p} _{i}\cdot \mathbf {r} _{i}}}\right)-\sum \limits _{i}{\mathbf {r} _{i}}\cdot \mathbf {\dot {p}} _{i}={\frac {d}{dt}}\left({\sum \limits _{i}{\mathbf {p} _{i}\cdot \mathbf {r} _{i}}}\right)+\sum \limits _{i}{\mathbf {r} _{i}}\cdot {\frac {\partial U}{\partial \mathbf {r} _{i}}}}
in virtù del Teorema di Eulero sulle funzioni omogenee risulta
{\displaystyle nU=\sum \limits _{i}{\mathbf {r} _{i}}\cdot {\frac {\partial U}{\partial \mathbf {r} _{i}}}}
mentre per l'ipotesi di limitatezza dei moti il valor medio rispetto al tempo del termine 
{\displaystyle {\frac {d}{dt}}\left({\sum \limits _{i}{\mathbf {p} _{i}\cdot \mathbf {r} _{i}}}\right)}
è nullo. Da ciò segue l'asserto
{\displaystyle 2\langle T\rangle =n\langle U\rangle }
che nel caso gravitazionale, in cui {\displaystyle n=-1}, si riduce all'enunciato particolare.

### Teorema del viriale in Meccanica Quantistica
Anche in Meccanica Quantistica si ha una variante del teorema del viriale classico. 
Denominando con {\displaystyle |E\rangle } un autostato relativo all'autovalore {\displaystyle E} dell'hamiltoniana
{\displaystyle H=T(\mathbf {p} )+U(\mathbf {q} )}
dove l'energia cinetica {\displaystyle T(\mathbf {p} )} è sempre una funzione dei quadrati degli impulsi e l'energia potenziale {\displaystyle U(\mathbf {q} )} è ancora una funzione omogenea di grado {\displaystyle n} delle coordinate {\displaystyle \mathbf {q} }, si ha:
{\displaystyle 2\langle E|T|E\rangle =n\langle E|U|E\rangle }

### Dimostrazione
In questa dimostrazione, per comodità di scrittura, utilizzeremo la convenzione di Einstein secondo la quale, quando ci sono due indici ripetuti, si sottintende una sommatoria sugli indici stessi, ad esempio:
{\displaystyle q_{i}p_{i}\equiv \sum \limits _{i}{q_{i}p_{i}}}
Per la dimostrazione è utile dimostrare preliminarmente la seguente uguaglianza: 
{\displaystyle \langle E|[{q}_{i}{p}_{i},H]|E\rangle =0}.
Infatti, ricordando che {\displaystyle \langle E|H=E\langle E|}, vale: 
{\displaystyle \langle E|[{q}_{i}{p}_{i},H]|E\rangle =\langle E|({q}_{i}{p}_{i}H-H{q}_{i}{p}_{i})|E\rangle =E\langle E|{q}_{i}{p}_{i}|E\rangle -E\langle E|{q}_{i}{p}_{i}|E\rangle =0}
Possiamo ora dimostrare la versione quantistica del teorema del viriale:
{\displaystyle 0=\langle E|[{q}_{i}{p}_{i},H]|E\rangle =\langle E|{q}_{i}[{p}_{i},H]|E\rangle +\langle E|[{q}_{i},H]{p}_{i}|E\rangle =\langle E|{q}_{i}[{p}_{i},U]|E\rangle +\langle E|[{q}_{i},T]{p}_{i}|E\rangle }
dove l'ultima uguaglianza segue dal fatto che 
{\displaystyle \left[{q_{i},U\left({\mathbf {q} }\right)}\right]=\left[{p_{i},T\left({\mathbf {p} }\right)}\right]=0}
Dalle proprietà del commutatore posizione-momento segue che
{\displaystyle \left[{q_{i},T\left({\mathbf {p} }\right)}\right]=i\hbar {\frac {\partial T}{\partial p_{i}}}}
{\displaystyle \left[{p_{i},U\left({\mathbf {q} }\right)}\right]=-i\hbar {\frac {\partial U}{\partial q_{i}}}}
e di nuovo dal teorema di Eulero sulle funzioni omogenee segue
{\displaystyle {\frac {\partial T}{\partial p_{i}}}p_{i}=2T}
{\displaystyle {\frac {\partial U}{\partial q_{i}}}q_{i}=nU}
Mettendo tutto insieme si ottiene
{\displaystyle -i\hbar \langle E|nU|E\rangle +i\hbar \langle E|2T|E\rangle =0}
da cui l'enunciato 
{\displaystyle 2\langle E|T|E\rangle =n\langle E|U|E\rangle }